# Dragon Quest III
Dragon Quest III – komputerowa gra fabularna wyprodukowana przez Chunsoft i wydana przez Enix w 1988 roku na platformę Nintendo Entertainment System.